# 2,4,5-trichloorfenoxyazijnzuur
2,4,5-trichloorfenoxyazijnzuur is een organische verbinding met als brutoformule C8H5Cl3O3. Het is een toxisch kleurloos en reukloos kristallijn poeder. De stof wordt gebruikt als herbicide.

## Synthese
Door 1,2,4,5-tetrachloorbenzeen en natronloog samen te verwarmen onder druk ontstaat 2,4,5-trichloorfenolaat. Deze reactie verloopt in een mengsel van water en ethanol. Het ontstane 2,4,5-trichloorfenolaat kan vervolgens met chloorazijnzuur reageren tot 2,4,5-T. Dit gebeurt bij 140°C.
De temperatuur in deze tweede stap moet niet te hoog worden, want boven de 160°C treedt een nevenreactie op. Hierbij reageren twee moleculen 2,4,5-trichloorfenolaat met elkaar tot tetrachloordioxine.

## Toxicologie en veiligheid
De stof ontleedt bij verhitting en bij verbranding met vorming van giftige en corrosieve gassen, waaronder fosgeen en waterstofchloride. De oplossing in water is een zwak zuur. De internationale handel van 2,4,5-T wordt beperkt door het Verdrag van Rotterdam.
2,4,5-T is voor mensen niet erg toxisch. Ook in dieren worden pas bij hoge dosis schadelijke effecten waargenomen. Goede informatie over de toxiciteit bij mensen ontbreekt. Er is wel onderzoek gedaan naar medewerkers die zijn blootgesteld tijdens de productie van 2,4,5-T. Deze mensen hebben een verhoogde kans op het ontwikkelen van chlooracne. Dit is echter het gevolg van TCDD, de vervuiling die ontstaat tijdens de synthese van 2,4,5-T.

### Dispositie 2,4,5-T
Er is een onderzoek geweest onder vijf mannelijke vrijwilligers. Deze hadden een enkele dosis van 5 mg/kg ingenomen. Gebleken is dat de klaring (uit het plasma) verliep via een eerste-ordeproces met een halveringstijd van 23,6 uur. Ook werd gevonden dat bijna al het 2,4,5-T wordt geabsorbeerd in het lichaam. Verder werd het onveranderd uitgescheiden in de urine. Mogelijk vindt dus geen metabolisme plaats aan de stof.
Ongeveer 65% van het opgenomen 2,4,5-T bleef in het plasma, waarvan weer 98,7% gebonden was aan eiwitten.

### Proefdieronderzoek
Uit studies blijkt dat 2,4,5-T door zoogdieren wordt opgenomen via het maag-/darmkanaal en de longen. Absorptie via de huid is matig. De LD50 in ratten is 500 mg/kg. In ratten is de halveringstijd klein, 25 uur bij een dosis van 200 mg/kg Bij hoge dosis ontstaan verschillende uitscheidingsproducten in de urine, terwijl bij lage dosis het onveranderd wordt uitgescheiden via de urine. Dit betekent dat distributie, metabolisme en excretie bij hogere dosis veranderen.
Honden zijn het gevoeligste organisme met een LD50 van 100 mg/kg. In honden is de halveringstijd aanzienlijk groter, namelijk 77 uur. Naast excretie via de urine, werd ook excretie via de ontlasting waargenomen. Verder werden in de urine drie verschillende metabolieten aangetroffen. Waarschijnlijk is er dus een verschil in het metabolisme tussen ratten en honden, wat de hond gevoeliger maakt voor 2,4,5-T.